# Гнезненський латинський собор
Прима́сова бази́ліка Внебовзя́ття Пресвятої Ді́ви Марі́ї (пол. Bazylika prymasowska Wniebowzięcia Najświętszej Maryi Panny) — найбільший християнський храм у Гнезно, Польща. Кафедральний собор Гнезненської архідіоцезії Римо-Католицької Церкви. Резидеція архієпископів гнезненських і примасів Польщі. Одна з найстаріших і найвеличніших архітектурних споруд країни.

## Опис
Молитовна споруда існувала на місці сучасної будівлі ще у IX столітті. 977 року Мешко I вибудував тут церкву, що через 20 років стала місцем поховання святого Войцеха. Після створення Гнезненської митрополії в 1000 році кафедральний собор у Гнезно став місцем коронації польських королів.
1331 року кафедральний собор був знищений тевтонцями. 1342 на його місці розпочалася будова готичної споруди, що є основою сучасної церкви. З 1418 року кафедральний храм став резиденцією Примаса Польщі. Костел неодноразово добудовувався, переживши пожежі у 1613 та 1760 роках. В 1931 році за часів Пія XI храм отримав статус малої базиліки.
1945 року базиліка постраждала від артилерійського обстрілу, вчиненому червоноармійцями. Відбудована протягом 1950-х — 60-х років. У 1992 році титул Примаса Польщі був відданий Варшавському архієпископу, проте 2009 року цей титул був повернений Гнезненському архієпископу. Починаючи з 1997, коли відзначали 1000-ну річницю смерті св. Войцеха, Базиліка 7 разів ставала місцем проведення Гнезненських з'їздів. Зокрема, у VIII з'їзді (2010) брав участь президент Польщі Лех Качинський.

## Усипальниця
- примас Лаврентій Гембицький
- в каплиці Потоцьких перепохований примас Ігнацій Красицький.[3]